# 사라진 소녀들
《사라진 소녀들》(영어: Lost Girls)은 2020년 미국의 미스터리 스릴러 드라마 영화이다.
1990년대 초부터 2011년까지 롱아일랜드 여성 성 노동자들을 상대로 살인 행각을 벌인 연쇄 살인범의 실화에 기반하였다.
2020년 1월 28일 제36회 선댄스 영화제에서 전 세계 최초로 상영되었으며, 2020년 3월 13일 넷플릭스에서 공개되었다.

## 출연
- 에이미 라이언 - 메리 길버트 역
- 토머신 매켄지 - 셰리 길버트 역
- 게이브리얼 번 - 리처드 도머 경찰국장 역
- 우나 로런스 - 세라 길버트 역
- 롤라 커크 - 킴 역
- 미리엄 쇼어 - 로레인 역
- 리드 버니 - 피터 해킷 역
- 케빈 코리건 - 조 스컬리스 역
- 딘 윈터스 - 딘 보스틱 역
- 제임스 히로유키 랴오 - 마이클 팩(박) 역